# L'onorevole con l'amante sotto il letto
L'onorevole con l'amante sotto il letto è un film commedia del 1981, diretto da Mariano Laurenti.

## Trama
Anna Vinci è un'insegnante in una scuola privata di Milano. A causa di alcuni alunni, entra in contrasto con il preside della scuola la quale la licenzia. Per farsi riassumere decide di andare a Roma a trovare l'onorevole Battistoni con il quale precedentemente ha avuto una relazione. A causa di un malinteso della segretaria Sgarbozzi, l'insegnante sarà inviata nella villa dell'onorevole, da dove lo stesso cercherà di nasconderla alla rigida moglie.

## Curiosità
- Alcune gag della scena in vagone letto con Lino Banfi, Gigi Reder e Galliano Sbarra sono riprese e ben reinterpretate da un'analoga scena in Totò a Parigi (1958) con Totò, Luigi Pavese e Mimmo Poli.
- È l'ultimo film dove Lino Banfi e Alvaro Vitali recitano assieme.
- Banfi stesso ne canta anche la sigla del film, composta da Gianni Ferrio ed arrangiata da Detto Mariano.